# Ammothea australiensis
Ammothea australiensis is een zeespin uit de familie Ammotheidae. De soort behoort tot het geslacht Ammothea. Ammothea australiensis werd voor het eerst wetenschappelijk beschreven door Flynn. 1919). 